# Science et technologie en Arménie
 (octobre 2018).
Si vous disposez d'ouvrages ou d'articles de référence ou si vous connaissez des sites web de qualité traitant du thème abordé ici, merci de compléter l'article en donnant les références utiles à sa vérifiabilité et en les liant à la section « Notes et références ».
 (octobre 2018).
Science et technologie en Arménie retrace les efforts des autorités arméniennes depuis 2000 pour mettre en place un système de recherche efficace. 
En dépit des progrès enregistrés, il reste plusieurs obstacles à surmonter avant que le pays ne puisse mettre en place un système d’innovation national parfaitement opérationnel. Le plus critique est le manque de liens entre les universités, les instituts de recherche et le secteur commercial, qui découle en partie de l’héritage soviétique.

## Politique scientifique

### Législation
Le premier acte législatif a été la Loi relative aux activités scientifiques et technologiques (2000), qui définit les notions clés relatives à la conduite de la recherche-développement (R&D) et aux organisations connexes,. 
La résolution gouvernementale de 2007 instaurant le Comité d’État pour la science fut une décision politique majeure. Placé sous l’égide du Ministère de l’éducation et des sciences, le Comité d'État pour la science s’est vu confier des responsabilités variées en tant que principale agence publique chargée de la gouvernance des sciences, notamment l’élaboration de lois, de règles et de réglementations sur l’organisation et le financement de la science. Peu après la création du Comité d'État pour la science, un financement de projets concurrentiel a été mis en place en complément du financement de base des instituts de recherche publics. Ce financement a diminué en valeur relative au fil des ans. Le Comité d'État pour la science est également l’organisme chef de file pour l’élaboration et la mise en œuvre des programmes de recherche en Arménie,.
La Loi relative à l’Académie nationale des sciences (2011) devrait également jouer un rôle clé dans la formation du système d’innovation arménien. Elle permet à l’Académie de commercialiser et d’exploiter plus largement les résultats et retombées de la R&D. Elle prévoit également la restructuration de l’Académie nationale des sciences via le regroupement d’instituts travaillant dans des domaines de recherche étroitement lies. Trois de ces nouveaux centres sont particulièrement importants : le Centre de biotechnologie, le Centre de zoologie et d’hydroécologie et le Centre de chimie organique et pharmaceutique. 

### Stratégies pour développer la science
Le Comité d'État pour la science a supervisé la préparation de trois documents clés, qui ont ensuite été adoptés par le gouvernement en 2010 : La Stratégie pour le développement de la science 2011-2020 envisage une économie compétitive fondée sur le savoir, s’appuyant sur la recherche fondamentale et appliquée. Elle a également pour objectif de favoriser la mise en place d’un système d’innovation. Le secteur commercial, qui est le principal moteur de l’innovation, n’est pourtant pas mentionné. 
Le Plan d’action stratégique pour le développement de la science 2011-2015 s’efforce de matérialiser cette vision par le biais d’instruments et de programmes opérationnels soutenant la R&D a l’échelle nationale. 
Les Priorités de développement scientifique et technologique 2010-2014 ont été définies comme étant les suivantes : 
- Études arméniennes, sciences humaines et sciences sociales ;
- Sciences de la vie ;
- Énergies renouvelables et nouvelles sources d’énergie ;
- Technologies de pointe et technologies de l’information ;
- Études spatiales, sciences de la Terre, utilisation durable des ressources naturelles ;
- Recherche fondamentale au service des priorités de la recherche appliquée.

### Stratégie industrielle
En Arménie, les réglementations régissant la R&D « d’intérêt public » ont souvent eu une longueur d’avance sur celles liées à la commercialisation de la R&D. Entre 2005 et 2015, le gouvernement s'est efforcé de renforcer les liens entre les scientifiques et les industriels. Le secteur arménien des technologies de l'information et de la communication (TIC) s’est montré particulièrement actif : plusieurs partenariats public-privé ont été mis en place entre des entreprises spécialisées et des universités afin de permettre aux étudiants d’acquérir des compétences utiles et de générer des idées innovantes au carrefour de la science et des affaires. On peut citer les exemples de Synopsys Inc. et de la Fondation pour les incubateurs d'entreprises. 
La stratégie du gouvernement soutient plus particulièrement certains secteurs de la politique industrielle. Le Comité d'État pour la science invite le secteur privé à participer en cofinançant des projets de recherche visant des applications concrètes. Plus de 20 projets ont été financés dans des secteurs cibles les premières années: les produits pharmaceutiques ; la médecine et les biotechnologies ; la mécanisation agricole et la construction mécanique ; l’électronique ; l’ingénierie ; la chimie (en particulier dans le domaine des TIC). 

## Tendances en recherche-développement

### Ressources humaines

#### Système d’enseignement supérieur
En 2014, l’Arménie arrivait au 60e rang parmi 122 pays en matière d’éducation, derrière le Belarus et l’Ukraine, mais devant l’Azerbaïdjan et la Géorgie. Elle obtenait de meilleurs résultats en matière d’inscription dans l’enseignement supérieur (44e rang parmi 122 pays), puisque 25 % de la population active du pays avait suivi un tel enseignement.
Le système d’enseignement supérieur comprend 22 universités d’État, 37 universités privées, quatre universités régies par des accords intergouvernementaux et neuf antennes d’universités étrangères. L’Arménie a rejoint le Processus de Bologne en 2005 et les universités s’efforcent depuis de se rapprocher des normes internationales et d’harmoniser le niveau de leurs diplômes. 
Les universités du pays jouissent de beaucoup d’autonomie quant à l’élaboration des programmes et la fixation des frais de scolarité. Elles ont tendance à se concentrer presque exclusivement sur l’enseignement. Elles ne mènent pas d’activités de recherche et n’encouragent pas leur personnel à le faire.

#### Chercheurs
En 2013, l'Arménie comptait 3 870 chercheurs, soit 1 300 par million d'habitants. Le nombre de chercheurs dans le secteur public a diminué de 27 % depuis 2008. 
Les femmes représentaient 48,1 % des chercheurs en 2013. Elles sont sous-représentées dans les domaines de l’ingénierie et de la technologie (33,5 %), mais prédominent dans les domaines des sciences médicales et de la santé (61,7 %) et de l’agriculture (66,7 %).

### Investissement dans la R&D
L’Arménie a consacré 0,22% du PIB au R&D en 2008, et 0,23 % du PIB au R&D en 2016. Les données statistiques relatives aux dépenses de R&D sont pourtant incomplètes en Arménie, car les dépenses des entreprises privées ne sont pas comptabilisées. Cela étant dit, la part de la R&D financée par le budget de l’État a augmenté depuis la crise financière de 2008-2009 et représentait environ deux tiers (66,3 %) des dépenses intérieures brut en R&D (DIRD) en 2013.